# 潮上帶
潮上帶(supralittoral zone)，通常稱作上潮帶亦稱為潮上平臺，是指位於平均高潮線與特大潮水線之間的區域。正常潮汐下不能到達，但有規律的濺水，但不被淹沒，所以大多數的地區長時間都暴露在空氣中。但在涌潮或風暴潮時，海水可以淹沒。寬度很大，可達數十到數百公里，表面較平坦。

## 生物分布
這裡的生物還必須應對暴露於空氣、雨水、寒冷、炎熱和陸地動物和海鳥捕食。
像是:蜑螺科、軟甲綱、藤壺科等

## 氣候變遷
極端天氣對沿海植物群落構成的威脅無疑是嚴重的，不管對於潮間帶的任何一部分，確定沿海的關鍵物種和棲息地能安全，並得到保護。